# 金山喜昭
金山喜昭（かなやまよしあき、1954年（昭和29年）－）は、日本の博物館学者。法政大学名誉教授。

## 略歴
東京都出身。1977年に國學院大學文学部史学科（考古学専攻）卒業。その後、同大学の博物館学研究室助手の助手を務めた後、1984年に（千葉県）野田市郷土博物館の学芸員として着任。1990年に法政大学大学院人文科学研究科日本史学専攻修士課程を修了（文学修士）し、1997年に同大学院同研究科同専攻博士課程を単位取得満期退学。同年、野田市郷土博物館の館長補佐に就任。2001年、『日本の博物館史』により國學院大學から博士（歴史学）の学位を授与される。
2002年（平成14年）に法政大学文学部教育学科助教授に着任し、博物館学芸員課程を担当。翌年、同学科の発展改組により新設されたキャリアデザイン学部に移籍。2004年（平成16年）に野田市でNPO法人野田文化広場を設立し事務局長となり地域活動を開始。2007年（平成19年）に同NPO法人が野田市郷土博物館の指定管理者となり、野田市との政策協議を重ねながら運営体制を整備し、運営に携わる（2019年3月まで）。同年、法政大学キャリアデザイン学部教授に就任。2008年4月から2009年3月までロンドン大学（UCL）客員研究員として博物館のコレクション管理について調査研究を行う。2013年4月から2017年3月まで法政大学キャリアデザイン学部長を務める。2021年から国内博物館のコレクションの管理および公開・活用に関する調査研究を展開する
。コレクション管理研究会会長、法政ミュージアムネットワーク研究会会長、これからの博物館学を考える会代表。2025年4月より法政大学名誉教授。

## 主な教職歴（兼任講師）
- 1996年-2000年　日本大学芸術学部
- 1997年-2002年　東京農工大学工学部
- 2000年-2002年　法政大学文学部
- 2003年-2010年　東京大学文学部・大学院人文社会系研究科（2008年度は除く）
- 2011年　お茶の水女子大学大学院
- 2012年-2024年　明治大学文学部・大学院
- 2019年-　國學院大學大学院

## 主要な社会的活動
- 2003年-2004年　川崎市市民ミュージアム改善委員会委員
- 2004年-2005年　港区新郷土資料館基本構想検討委員会委員
- 2005年-2018年　NPO法人野田文化広場事務局長・理事
- 2005年-2015年　島根県立古代出雲歴史博物館運営協議会委員
- 2006年-2007年　松本市基幹博物館基本構想・基本計画策定委員会委員
- 2007年-　千葉県野田市史編纂委員会専門委員
- 2007年-2008年　財団法人横浜市ふるさと歴史財団外部評価委員会委員長
- 2007年-2011年 花王・コミュニティミュージアム・プログラム審査委員（主催：花王株式会社、企画：NPO法人市民創造ファンド）
- 2010年-2011年　新潟市美術館の評価及び改革に関する委員会委員長
- 2011年　新潟市文化施設のあり方アドバイザー
- 2012年-2017年　（北秋田市）史跡伊勢堂岱遺跡整備検討委員会委員
- 2012年-2014年　川崎市市民ミュージアム協議会委員
- 2012年-2021年　新潟市美術館及び新潟市新津美術館協議会委員
- 2012年-　新津鉄道資料館活性化検討委員会委員
- 2012年-　公益財団法人茂木本家教育文化財団理事
- 2019年-　公益財団法人横浜市ふるさと歴史文化財団理事
- 2019年-　東京都江戸東京博物館資料収蔵委員会委員

## 著作

### 単著
- 『博物館と地方再生―市民・自治体・企業・地域との連携―』全183頁、同成社（2017年3月）
- 『公立博物館をNPOに任せたら―市民・自治体・地域の連携―』全217頁、同成社（2012年3月）
- 『博物館学入門』全251頁、慶友社（2003年5月）
- 『日本の博物館史』全426頁、慶友社（2001年7月）
- 『地域博物館のソーシャルマーケッティング戦略』全219頁、ミュゼ（1999年9月）

### 編著
- 『改正博物館法で博物館はどうなる』全303頁、同成社（2025年1月）
- 『博物館の収蔵庫問題と新たなコレクション管理』全176頁、雄山閣（2024年12月）
- 『博物館とコレクション管理―ポスト・コロナ時代の資料の保管と活用―』（増補改訂版）全277頁、雄山閣（2023年4月）
- 『転換期の博物館経営―指定管理者制度・独立行政法人の検証と展望―』全251頁、同成社（2020年4月）